# Parafia św. Apostołów Piotra i Pawła w Zubrzycach
Parafia pw. Świętych Apostołów Piotra i Pawła w Zubrzycach – parafia rzymskokatolicka znajdująca się w Zubrzycach. Należy do dekanatu Głubczyce diecezji opolskiej. Proboszczem parafii od 1981 jest ks. Ryszard Polasz.
W miejscowości Zopowy znajduje się kościół filialny pw. św. Michała Archanioła, dawniej parafialny. Zubrzyce i Zopowy należały pierwotnie do diecezji ołomunieckiej, znajdując się na terenie tzw. dystryktu kietrzańskiego, który do diecezji opolskiej został włączony w 1972.